# La ballade de Michel
La ballade de Michel è il secondo singolo della cantante Céline Dion, tratto dalla colonna sonora del film canadese Opération beurre de pinottes, pubblicato nel 1985 in Canada.

## Contenuti e pubblicazioni
Céline Dion registrò anche una versione inglese di questa canzone intitolata Michael's Song.
La colonna sonora di Peanut Butter Solution/Opération beurre de pinottes include entrambe le due versioni (inglese e francese) e gli altri due brani registrati dalla Dion: Dans la main d'un magicien e la versione inglese Listen to the Magic Man. Né la versione francese né quella inglese della canzone sono state incluse in nessuno degli album della cantante canadese. La versione inglese del singolo non è mai stata pubblicata su CD.
Nel novembre 2014, La ballade de Michel e Michael's Song sono state pubblicate come digital download in tutto il mondo.

## Formati e tracce
LP Singolo 7" (Canada) (Francese) (TBS: TBS-5563)
1. La Ballade De Michel – 3:00 (Eddy Marnay, Lewis Furey)
2. La Ballade De Michel – 3:00 (Marnay, Furey)

LP Singolo 7" (Canada) (Inglese) (Epic: 7CDN26)
1. Michael's Song – 3:00 (Marnay, Furey)
2. Message – 0:08 (Rob Braide)

LP Singolo 7" (Canada) (Inglese) (Epic: E4-7130)
1. Listen To The Magic Man – 3:20 (Marnay, Furey)
2. Michael's Song – 3:00 (Marnay, Furey)